# Poikilacanthus pansamalanus
Poikilacanthus pansamalanus là một loài thực vật có hoa trong họ Ô rô. Loài này được (Donn. Sm.) D.N. Gibson miêu tả khoa học đầu tiên năm 1972.